# Убиство Мухамеда ел-Дуре
Дана 30. септембра 2000. године, другог дана Друге интифаде, дванаестогодишњи Мухамед ел-Дура (арап. محمد الدرة) убијен је на раскрсници Нецарим у Појасу Газе током раширених протеста и нереда широм палестинских територија против израелске војне окупације. Џамала ел-Дура и његовог сина Мухамеда снимио је Талал Абу Рахма, палестински телевизијски сниматељ који је радио као фриленсер за Франс 2, док су се нашли у унакрсној ватри између израелске војске и палестинских снага безбедности. Снимци их приказују како чуче иза бетонског цилиндра, дечак плаче, отац маше, а затим се чује рафал. Мухамед ће се убрзо срушити и умрети.
Педесет девет секунди снимка емитовано је на телевизији у Француској, а глас је дао Шарл Ендерлин, шеф бироа телевизијске станице у Израелу. На основу информација сниматеља, Ендерлин је рекао гледаоцима да су ел-Дуре били мета ватре са израелских положаја и да је дечак убијен. Након емотивне јавне сахране, Мухамед је широм муслиманског света проглашен мучеником.
Израелске одбрамбене снаге (ИДФ) су у почетку прихватиле одговорност за пуцњаву, али су тврдиле да су Палестинци користили децу као људске штитове; ИДФ је повукао своје признање одговорности 2005. године. Године 2000, ИДФ је ангажовао Нахума Шахафа да спроведе истрагу, саставивши извештај који је изазвао широке критике. Један од израелских истражитеља је чак тврдио да су инцидент инсценирали Палестинци, сниматељ и Мухамедов отац. У извештају је закључено да је Мухамед вероватно убијен палестинском ватром. Међутим, палестинска истрага исте године закључила је да је Мухамед убијен мецима који су дошли са израелског положаја.
Године 2012, премијер Бенјамин Нетанјаху је наручио још једну истрагу. Године 2013, у том извештају је закључено да Мухамед не само да није погођен мецима ИДФ-а, већ да Мухамед можда никада није ни упуцан нити убијен. Џамал ел-Дура је одбацио идеју да његов син није мртав и понудио је да ексхумира Мухамедов гроб. Нови израелски извештај су критиковали Чарлс Ендерлин и Франс 2, Репортери без граница и Барак Равид. У Француској, Филип Карсенти, медијски коментатор, такође је тврдио да је сцену инсценирала Франс 2; Франс 2 га је тужила за клевету 2006. године и 2013. године је добила спор.
Снимци оца и сина добили су оно што је један писац назвао снагом борбене заставе. Слике овог догађаја су постале поштанске марке на Блиском истоку. Абу Рахмино извештавање о пуцњави донело му је неколико новинарских награда, укључујући награду Рори Пек 2001. године.